# Rügen (Schiff, 2003)
Die Rügen ist ein Bergungsschlepper der Deutschen Marine. Ihre Hauptaufgabe besteht im Schleppen und Bergen von Seefahrzeugen und der Hilfeleistung in See.

## Geschichte
Der Schlepper des Typs UT722L wurde 2003 auf der norwegischen Søviknes Verft unter der Baunummer 298 gebaut und im Dezember des Jahres abgeliefert. Er wurde zunächst unter britischer Flagge als Highland Endurance von die Reederei GulfMark UK als Ankerziehschlepper und Versorger insbesondere im Bereich der britischen Nordsee eingesetzt. Später ging er unter der Flagge der Marshallinseln als Rota Endurance an das türkische Bergungs- und Abwrackunternehmen Rota Shipping.
2023 erwarb das Bundesamt für Ausrüstung, Informationstechnik und Nutzung der Bundeswehr das Schiff. Es traf im Juli 2023 zur Übergabe an die Deutsche Marine in Kiel ein. Am 23. August 2023 erfolgte die offizielle Indienststellung. Wegen Instandsetzungs- und Umrüstungserfordernisse erfolgte ab Juni 2024 eine Werftliegezeit. In 2025 wurde die volle Einsatzbereitschaft des Schleppers erreicht. Gleichzeitig begann im Juni 2025 der erste Einsatz für die Rügen im Mittelmeer.

## Hintergrund
Die beiden letzten verbliebenen Bergungsschlepper der Wangerooge-Klasse der Deutschen Marine (Wangerooge und Spiekeroog) sind beide Baujahr 1966 und haben das Ende ihrer Nutzungsdauer erreicht. Insofern braucht die Deutsche Marine Ersatz. Um diesen schnell zu beschaffen, wurde beschlossen, keine Neubauten zu beauftragen, sondern als Interimslösung für mindestens sechs Jahre bis zum Zulauf eines möglichen Nachfolgesystems am Markt verfügbare Kapazitäten zu erwerben. Hierzu stellte der Haushaltsausschuss des deutschen Bundestages 2022 24 Mio. EUR bereit. Mit diesem Geld sollte das Bundesamt für Ausrüstung, Informationstechnik und Nutzung der Bundeswehr zwei gebrauchte Bergungsschlepper erwerben, die in der Lage sein sollten, „Schiffe mit einer Volllast von bis zu 21.000 Tonnen im Seegebiet A3 bis zum sicheren Hafen zu schleppen“. Die Rügen ist das erste der beiden Schiffe aus dieser Beschaffung.

## Technische Daten
Die Rügen ist 80 m lang, 18 m breit und hat einen maximalen Tiefgang von 6,6 m. Ihre vier Bergen-Dieselmotoren mit jeweils 4080 BHP wirken auf zwei Verstellpropeller mit Kortdüse. Das Schiff ist mit zwei Bug- und einem Heckstrahlruder ausgestattet. Das Schiff verfügt über einen Pfahlzug von 179 Tonnen.